# All Lights Fucked on the Hairy Amp Drooling
All Lights Fucked on the Hairy Amp Drooling  è il primo album in studio registrato dal gruppo musicale canadese Godspeed You! Black Emperor, uscito in cassetta limitato a 33 copie.
L'album, se così si può chiamare, è rimasto latente per anni; dopo anni di "pressioni" da parte dei fan è stata pubblicata una copia su bandcamp il 14 febbraio 2022 nella quale è specificato che non si tratta di un vero e proprio album e che non è legato a quella che poi è diventata la band.

## Tracce

### Lato A
1. Drifting Intro Open
2. Shot Thru Tubes
3. Three Three Three
4. When All the Furnaces Exploded
5. Beep
6. Hush
7. Son of a Diplomat, Daughter of a Politician
8. Glencairn 14
9. $13.13
10. Loose the Idiot Dogs
11. Diminishing Shine
12. Random Luvly Moncton Blue(s)
13. Dadmomdaddy

### Lato B
1. 333 Frames Per Second
2. Revisionist Alternatif Wounds to the Hair-cut Hit Head
3. Ditty for Moya
4. Buried Ton
5. And the Hairy Guts Shine
6. Hoarding
7. Deterior 23
8. All Angels Gone
9. Deterior 17
10. Deterior Three
11. Devil's in the Church
12. No Job
13. Dress Like Shit
14. Perfumed Pink Corpses from the Lips of Ms. Céline Dion